# Tour Colombia
Tour Colombia (dříve Colombia Oro y Paz) je etapový mužský cyklistický závod konaný v Kolumbii od roku 2018. Závod se koná v únoru a je součástí UCI America Tour na úrovni 2.1.
Ročník 2021 musel být zrušen kvůli probíhající pandemii covidu-19. Zrušeny musely být i ročníky 2022 a 2023, a to kvůli nedostatku financí. Po vzájemné dohodě mezi kolumbijským ministerstvem sportu a Kolumbijskou cyklistickou federací se závod v sezóně 2024 vrátil do závodního kalendáře.

## Seznam vítězů
| Rok  | Země                               | Jezdec                             | Tým                                |
| ---- | ---------------------------------- | ---------------------------------- | ---------------------------------- |
| 2018 | Kolumbie                           | Egan Bernal                        | Team Sky                           |
| 2019 | Kolumbie                           | Miguel Ángel López                 | Astana                             |
| 2020 | Kolumbie                           | Sergio Higuita                     | EF Pro Cycling                     |
| 2021 | Nejelo se kvůli pandemii covidu-19 | Nejelo se kvůli pandemii covidu-19 | Nejelo se kvůli pandemii covidu-19 |
| 2022 | Nejelo se kvůli nedostatku financí | Nejelo se kvůli nedostatku financí | Nejelo se kvůli nedostatku financí |
| 2023 | Nejelo se kvůli nedostatku financí | Nejelo se kvůli nedostatku financí | Nejelo se kvůli nedostatku financí |
| 2024 | Kolumbie                           | Rodrigo Contreras                  | Nu Colombia                        |